# Gnadenkirche (Fürstenfeldbruck)

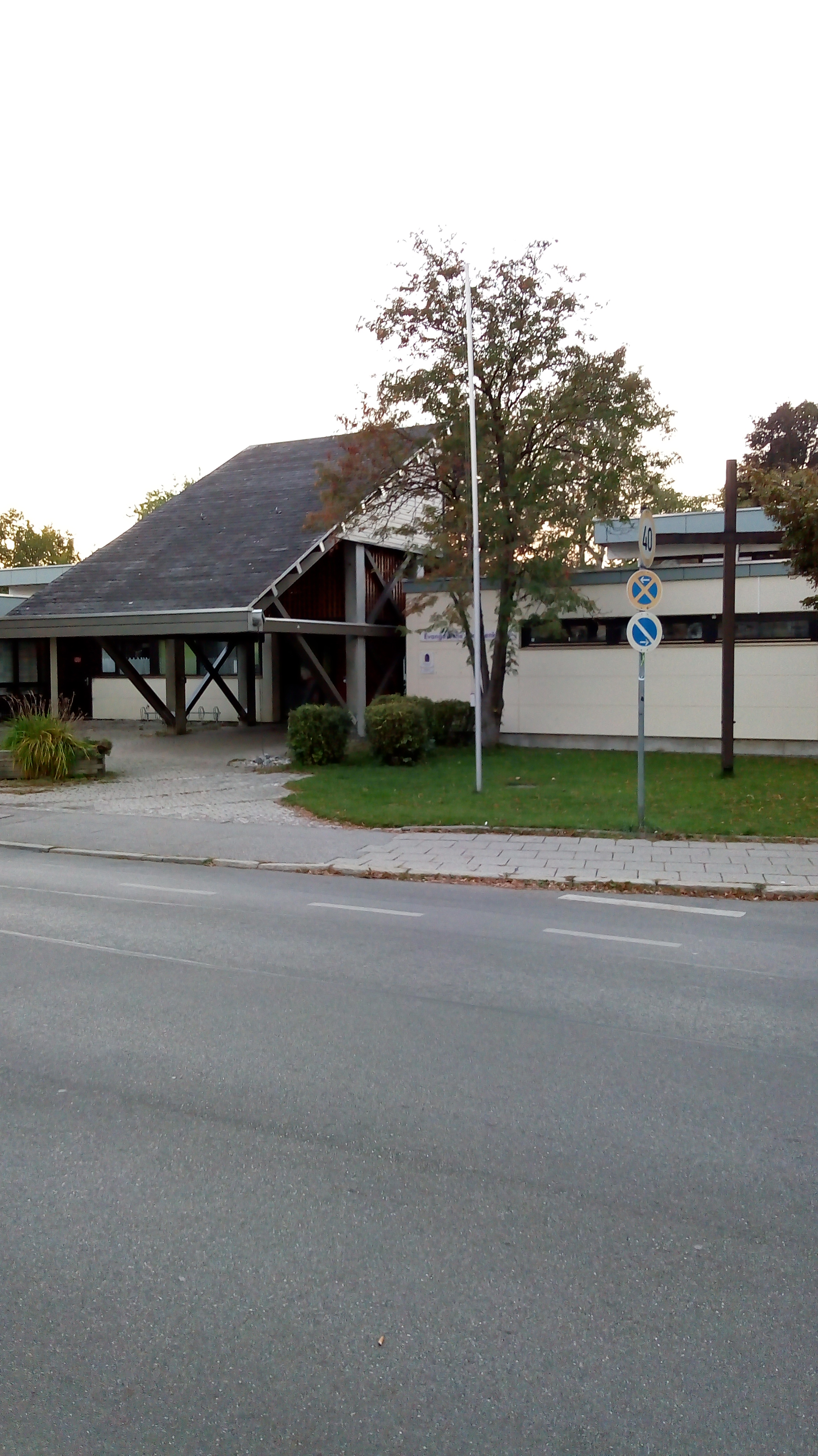
Gnadenkirche Fürstenfeldbruck

Die Gnadenkirche ist eine evangelisch-lutherische Pfarrkirche in Fürstenfeldbruck.

## Geschichte und Gegenwart
Eingeweiht wurde das Kirchengebäude im Juli 1974, errichtet wurde es aus Gasbeton-Fertigteilen der damals in Emmering ansässigen Firma Hebel. Die Planung übernahm der Münchener Architekt Theo Steinhauser (1922–2014), die Gestaltung der Deckengemälde wurde von Hubert Distler (1919–2004) besorgt. Kanzel, Altar, Taufbecken und Kreuz sind Werke von Karl-Heinz Hoffmann aus Feldafing; die Herstellung der Glocken erfolgte bei der Glockengießerei Gebr. Borchert, Bad Friedrichshall. Es gibt eine Taufglocke sowie eine Gebets- und Vaterunserglocke. Das Kirchengebäude besitzt auch eine Orgel, diese wurde vom Orgelbauer Dieter Schingnitz (* 1940) aus Bernried gebaut, das Orgelprospekt stammt von Hubert Distler.

## Gestaltung
Der Kirchenraum ist hell und offen gestaltet. Die Inneneinrichtung (außer die Orgel) lassen sich flexibel umgestalten. Um den Kirchenraum herum angelegt sind eine Kapelle sowie die Gemeinderäume.
An die Gemeinde angeschlossen ist auch ein Kindergarten.